# 普福站
普福站位于重庆市渝北区，是重庆轨道交通4号线车站，车站编号4/21。

## 结构
普福站为地下岛式车站。

## 接驳公交
车站附近暂无接驳公交站